# 무오 축구단

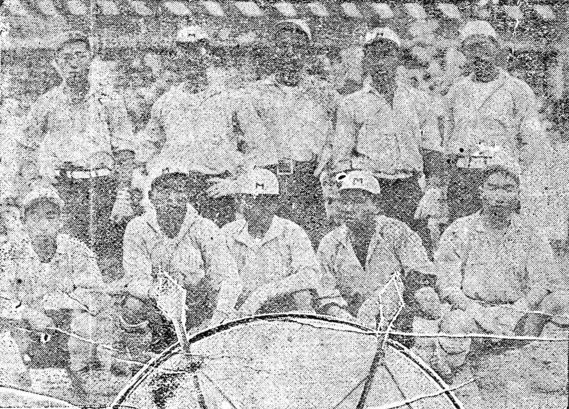
제2회 전조선축구대회에서 우승 직후 모습

무오 축구단(戊午蹴球團)은 일제강점기 조선 평안남도 평양부에 있었던 축구 선수단이다. 1918년에 평양부를 연고로 하여 창단되었고, 1933년에 평양 축구단에 흡수되며 해단되었다. 전조선축구대회의 첫 우승팀이다.

## 역사
창단된 해인 무오년(1918년)에서 팀 명칭을 가져왔다. 당시 관서지방의 부호였던 유정필이 구단주 겸 선수로서 창단을 주도하였으며, 이외에 교회목사 박종은과 한약재상 이필상 등이 창립에 도움을 주었다. 선수들은 주로 평양에 있는 대성학교, 숭실중학, 숭실전문 출신들로 구성되어 있었지만, 타 지역의 우수선수들도 영입하여 조선 최강의 팀으로 군림하였다.
전조선축구대회에 1회부터 11회까지 출전하여 2차례 우승을 차지하였으며, 평양 관서체육회 주최 전조선축구대회에서는 6회나 우승을 차지하였다. 한편 전국대회가 활성화되기 이전부터 국내 원정을 다녔는데, 1921년 7월 말부터 8월 중순에 걸쳐 남부지방을 돌며 지역 강호였던 대구청년회(7월 29일, 대구), 전동래축구단(8월1일, 부산), 경성반도군(8월 5일, 서울) 등을 각기 격파한다. 흥미로운 것은 남부지방의 명문이었던 전동래축구단도 자체 원정대를 조직하여 인근 김해, 밀양, 창원, 마산 등을 돌며 무오축구단과의 경기에 대비하였던 것 인데, 이는 무오축구단이 그만큼 전국적으로 명성을 얻고 있었음을 보여준다. 1925년에는 서울의 조선축구단에 이어 두 번째로 해외 원정 경기를 추진하기도 한다. 그러나 목적지인 중국 심천으로 가던 도중 신의주에서 원정비를 도난 당하여 원정이 중단된다.
무오축구단은 서울을 기반으로 한 불교청년회와 함께 1920년대 조선 축구의 양강구도를 형성하며, 이후 경성-평양 라이벌 구도의 전초를 마련해준다. 두 팀은 제1회 전조선축구대회 첫 경기에서부터 맞붙어 무오축구단이 승리하였으며, 2회에서는 결승전에서 만나 다시 무오축구단이 승리를 거둬 첫 우승을 거둔다. 1920년대 전성기를 보낸 무오축구단은 1933년 창단된 평양축구단에 흡수된다.

## 역대 주요 성적
- 전조선축구대회
  - 우승 ● (2): (1922, 1926)
  - 준우승 ● (1): (1923)

- 전조선축구대회 (관서체육회)
  - 우승 ● (6): (1921, 1922, 1924, 1925, 1926, 1927)

## 시즌별 성적
| 시즌 | 대회                                       | 참가 | 경기 | 승 | 무 | 패 | 득 | 실 | 차 | 승점 | 순위    |
| ---- | ------------------------------------------ | ---- | ---- | -- | -- | -- | -- | -- | -- | ---- | ------- |
| 1921 | 전국체육대회 축구 청년부                   | 11   | 2    |    |    |    |    |    |    |      | 2라운드 |
| 1921 | 평양기독교청년회 전국전조선축구대회 사회부 | 8    | 3    |    |    | 0  |    |    |    |      | 우승    |
| 1922 | 전국체육대회 축구 청년부 (2월)             | 11   | 3    | 3  | 0  | 0  | 6  | 1  | +5 |      | 우승    |
| 1922 | 전국체육대회 축구 청년부 (11월)            | 12   |      |    |    |    |    |    |    |      |         |
| 1922 | 평양기독교청년회 전국전조선축구대회 사회부 | 11   | 4    | 3  | 1  | 0  |    |    |    |      | 우승    |
| 1924 | 평양기독교청년회 전국전조선축구대회 청년부 | 6    | 3    |    |    | 0  |    |    |    |      | 우승    |
| 1925 | 관서체육회 전국전조선축구대회 청년부       | 6    | 3    | 3  | 0  | 0  | 9  | 0  | +9 |      | 우승    |

## 수상 기록
| 시즌 | 대회                                       | 수상 |
| ---- | ------------------------------------------ | ---- |
| 1921 | 평양기독교청년회 전국전조선축구대회 사회부 | 우승 |
| 1922 | 전국체육대회 축구 청년부 (2월)             | 우승 |
| 1922 | 평양기독교청년회 전국전조선축구대회 사회부 | 우승 |
| 1924 | 평양기독교청년회 전국전조선축구대회 청년부 | 우승 |
| 1925 | 관서체육회 전국전조선축구대회 청년부       | 우승 |

## 참고 문헌
- “KFA 통합경기정보 시스템”. 대한축구협회.
- “스포츠지원포털 등록 현황”. 대한체육회.
- “대한체육회 국내종합경기대회”. 대한체육회.
- 《대한체육회 50년》. 대한체육회. 1970. 2020년 11월 8일에 원본 문서에서 보존된 문서. 2022년 11월 5일에 확인함.
- 《대한체육회 70년사》. 대한체육회. 1990. 2020년 11월 8일에 원본 문서에서 보존된 문서. 2022년 11월 5일에 확인함.
- 《대한체육회 90년사》. 대한체육회. 2011. 2020년 11월 8일에 원본 문서에서 보존된 문서. 2022년 11월 5일에 확인함.
- 대한체육회 100주년 기념사업부 (2020). 《대한민국 체육 100년》. 대한체육회.
- 《韓國蹴球百年史(한국축구백년사)》. 대한축구협회. 1986.
- 정태화 (2020년 6월 15일). “[대한민국 스포츠 100년](33)일제강점기의 지방체육⑦평양의 축구 열기를 대변한 무오축구단”. 마니아타임즈.
- 이의재 (2010년 1월 25일). “이의재의 축구야사 ④ 스님들이 탄생시킨 최초의 프로축구팀”. 베스트일레븐. 2021년 5월 6일에 원본 문서에서 보존된 문서. 2011년 6월 5일에 확인함., 네이버 뉴스
- “체육회주최, 본사후원 제7회전조선축구대회 (최종일 속보) 청년단은 무오가 우승 장쾌한 우승기수여식”. 동아일보. 1926년 11월 24일.[깨진 링크(과거 내용 찾기)]
- “우승의 영광 (상) 청년단 우승군『무오』”. 동아일보. 1922년 2월 15일.[깨진 링크(과거 내용 찾기)]